# Ardwick Association Football Club 1893-1894
Questa pagina raccoglie i dati riguardanti l'Ardwick Association Football Club / Manchester City Football Club nelle competizioni ufficiali della stagione 1893-1894.

## Stagione
La stagione 1893-1894 è stata la terza per l'Ardwick A.F.C / Manchester City F.C. nei campionati calcio e la seconda in Second Division. Durante la seconda metà della stagione, le difficoltà finanziarie hanno forzato la riorganizzazione del club la quale ha portato alla rinominazione della squadra in Manchester City Football Club il giorno dell'ultima partita di campionato. Il club è stato quindi chiamato con questo nome per il resto della sua storia.
La stagione ha visto l'evento inconsueto dell'Ardwick costretta a giocare una partita fuori casa contro il Crewe Alexandra in soli dieci uomini. Ironia della sorte, in una stagione in cui la squadra ha perso i due terzi delle partite e ha registrato uno dei peggiori risultati mai ottenuti in campionato, hanno concluso il match sull'1-1.

## Maglie
| Manica sinistra · Maglietta · Maglietta · Manica destra · Pantaloncini · Calzettoni |
| Prima del cambio della denominazione in Manchester City F.C.                        |

| Manica sinistra · Maglietta · Maglietta · Manica destra · Pantaloncini · Calzettoni |
| Dopo il cambio della denominazione in Manchester City F.C.                          |

## Rosa
| N. |                           | Ruolo | Calciatore      |
| -- | ------------------------- | ----- | --------------- |
|    | Scozia (bandiera)         | P     | William Douglas |
|    | non conosciuta (bandiera) | P     | Harry Stones    |
|    | Canada (bandiera)         | D     | Walter Bowman   |
|    | non conosciuta (bandiera) | D     | James Cairns    |
|    | Inghilterra (bandiera)    | C     | Jimmy Yates     |
|    | Scozia (bandiera)         | A     | Adam Carson     |
|    | Galles (bandiera)         | A     | William Egan    |
|    | Scozia (bandiera)         | A     | Bob Milarvie    |
|    | Galles (bandiera)         | A     | Hugh Morris     |
|    | non conosciuta (bandiera) |       | Joe Baker       |
|    | non conosciuta (bandiera) |       | A. Bennett      |
|    | non conosciuta (bandiera) |       | Joe Davies      |
|    | non conosciuta (bandiera) |       | Frank Dyer      |
|    | non conosciuta (bandiera) |       | Tom Forrester   |
|    | non conosciuta (bandiera) |       | J. Hargreaves   |
|    | non conosciuta (bandiera) |       | William Hopkins |
|    | non conosciuta (bandiera) |       | John Hughes     |

| N. |                           | Ruolo | Calciatore      |  |
| -- | ------------------------- | ----- | --------------- |  |
|    | non conosciuta (bandiera) |       | A. Jones        |  |
|    | non conosciuta (bandiera) |       | A. McDowell     |  |
|    | non conosciuta (bandiera) |       | John McVickers  |  |
|    | non conosciuta (bandiera) |       | Harry Middleton |  |
|    | non conosciuta (bandiera) |       | John Milne      |  |
|    | non conosciuta (bandiera) |       | Joe O'Brien     |  |
|    | non conosciuta (bandiera) |       | Ernie Pickford  |  |
|    | non conosciuta (bandiera) |       | Eric Regan      |  |
|    | non conosciuta (bandiera) |       | D. Robertson    |  |
|    | non conosciuta (bandiera) |       | Robert Robinson |  |
|    | non conosciuta (bandiera) |       | David Robson    |  |
|    | non conosciuta (bandiera) |       | H. Saddington   |  |
|    | non conosciuta (bandiera) |       | Arthur Spittle  |  |
|    | non conosciuta (bandiera) |       | Fred Steele     |  |
|    | non conosciuta (bandiera) |       | J. Stenson      |  |
|    | non conosciuta (bandiera) |       | Danny Whittle   |  |
|    | non conosciuta (bandiera) |       | William Willey  |  |

## Risultati

### Second Division
| Burslem 2 settembre 1893                            | Burslem Port Vale | 4 – 2           | Ardwick | Athletic Ground (3.000 spett.) |
| \| \| \| \| \| ? \| Marcatori \| Carson Robinson \| |                   |                 |         |                                |
|                                                     |                   |                 |         |                                |
| ?                                                   | Marcatori         | Carson Robinson |         |                                |

| Manchester 9 settembre 1893                                               | Ardwick   | 6 – 1 | Middlesbrough Ironopolis | Hyde Road (4.000 spett.) |
| \| \| \| \| \| Morris , Bowman Carson Robinson Jones \| Marcatori \| ? \| |           |       |                          |                          |
|                                                                           |           |       |                          |                          |
| Morris , Bowman Carson Robinson Jones                                     | Marcatori | ?     |                          |                          |

| Manchester 11 settembre 1893               | Ardwick   | 1 – 4 | Burton Swifts | Hyde Road (1.000 spett.) |
| \| \| \| \| \| Morris \| Marcatori \| ? \| |           |       |               |                          |
|                                            |           |       |               |                          |
| Morris                                     | Marcatori | ?     |               |                          |

| Manchester 16 settembre 1893        | Ardwick   | 0 – 1 | Liverpool | Hyde Road (6.000 spett.) |
| \| \| \| \| \| \| Marcatori \| ? \| |           |       |           |                          |
|                                     |           |       |           |                          |
|                                     | Marcatori | ?     |           |                          |

| Burton upon Trent 20 settembre 1893 | Burton Swifts | 5 – 0 | Ardwick | Peel Croft (3.000 spett.) |
| \| \| \| \| \| ? \| Marcatori \| \| |               |       |         |                           |
|                                     |               |       |         |                           |
| ?                                   | Marcatori     |       |         |                           |

| Middlesbrough 23 settembre 1893     | Middlesbrough Ironopolis | 2 – 0 | Ardwick | Paradise Ground (1.500 spett.) |
| \| \| \| \| \| ? \| Marcatori \| \| |                          |       |         |                                |
|                                     |                          |       |         |                                |
| ?                                   | Marcatori                |       |         |                                |

| Manchester 30 settembre 1893        | Ardwick   | 0 – 1 | Small Heath | Hyde Road (5.000 spett.) |
| \| \| \| \| \| \| Marcatori \| ? \| |           |       |             |                          |
|                                     |           |       |             |                          |
|                                     | Marcatori | ?     |             |                          |

| Manchester 7 ottobre 1893                                                                  | Ardwick   | 8 – 1 | Burslem Port Vale | Hyde Road (4.000 spett.) |
| \| \| \| \| \| Morris , , Milarvie Steele Middleton Yates ? -’ (aut.) \| Marcatori \| ? \| |           |       |                   |                          |
|                                                                                            |           |       |                   |                          |
| Morris , Milarvie Steele Middleton Yates ? -’ (aut.)                                       | Marcatori | ?     |                   |                          |

| Manchester 21 ottobre 1893                       | Ardwick   | 2 – 3 | Newcastle United | Hyde Road (3.000 spett.) |
| \| \| \| \| \| Yates Morris \| Marcatori \| ? \| |           |       |                  |                          |
|                                                  |           |       |                  |                          |
| Yates Morris                                     | Marcatori | ?     |                  |                          |

| Manchester 28 ottobre 1893 | Ardwick | 0 – 0 | Notts County | Hyde Road (4.000 spett.) |

| Londra 11 novembre 1893             | Woolwich Arsenal | 1 – 0 | Ardwick | Manor Ground (4.500 spett.) |
| \| \| \| \| \| ? \| Marcatori \| \| |                  |       |         |                             |
|                                     |                  |       |         |                             |
| ?                                   | Marcatori        |       |         |                             |

| Manchester 18 novembre 1893                         | Ardwick   | 3 – 0 | Walsall Town Swifts | Hyde Road (3.000 spett.) |
| \| \| \| \| \| Yates , Robertson \| Marcatori \| \| |           |       |                     |                          |
|                                                     |           |       |                     |                          |
| Yates , Robertson                                   | Marcatori |       |                     |                          |

| Liverpool 2 dicembre 1893           | Liverpool | 3 – 0 | Ardwick | Anfield (4.000 spett.) |
| \| \| \| \| \| ? \| Marcatori \| \| |           |       |         |                        |
|                                     |           |       |         |                        |
| ?                                   | Marcatori |       |         |                        |

| Manchester 9 dicembre 1893                                           | Ardwick   | 4 – 1 | Grimsby Town | Hyde Road (4.000 spett.) |
| \| \| \| \| \| Davies Bennett Whittle Middleton \| Marcatori \| ? \| |           |       |              |                          |
|                                                                      |           |       |              |                          |
| Davies Bennett Whittle Middleton                                     | Marcatori | ?     |              |                          |

| Manchester 26 dicembre 1893                            | Ardwick   | 3 – 2 | Rotherham Town | Hyde Road (4.000 spett.) |
| \| \| \| \| \| Pickford , Bennett \| Marcatori \| ? \| |           |       |                |                          |
|                                                        |           |       |                |                          |
| Pickford , Bennett                                     | Marcatori | ?     |                |                          |

| Manchester 30 dicembre 1893         | Ardwick   | 0 – 1 | Woolwich Arsenal | Hyde Road (4.000 spett.) |
| \| \| \| \| \| \| Marcatori \| ? \| |           |       |                  |                          |
|                                     |           |       |                  |                          |
|                                     | Marcatori | ?     |                  |                          |

| Newcastle upon Tyne 6 gennaio 1894           | Newcastle United | 2 – 1    | Ardwick | St James' Park (800 spett.) |
| \| \| \| \| \| ? \| Marcatori \| Pickford \| |                  |          |         |                             |
|                                              |                  |          |         |                             |
| ?                                            | Marcatori        | Pickford |         |                             |

| Grimsby 13 gennaio 1894             | Grimsby Town | 5 – 0 | Ardwick | Abbey Park (1.000 spett.) |
| \| \| \| \| \| ? \| Marcatori \| \| |              |       |         |                           |
|                                     |              |       |         |                           |
| ?                                   | Marcatori    |       |         |                           |

| Manchester 27 gennaio 1894                                 | Ardwick   | 4 – 2 | Northwich Victoria | Hyde Road (3.000 spett.) |
| \| \| \| \| \| Bennett , Whittle Dyer \| Marcatori \| ? \| |           |       |                    |                          |
|                                                            |           |       |                    |                          |
| Bennett , Whittle Dyer                                     | Marcatori | ?     |                    |                          |

| Northwich 10 febbraio 1894                                     | Northwich Victoria | 1 – 4                      | Ardwick | The Drill Field (2.000 spett.) |
| \| \| \| \| \| ? \| Marcatori \| , Milarvie Robertson Milne \| |                    |                            |         |                                |
|                                                                |                    |                            |         |                                |
| ?                                                              | Marcatori          | , Milarvie Robertson Milne |         |                                |

| Crewe 24 febbraio 1894                      | Crewe Alexandra | 1 – 1   | Ardwick | Nantwich Road (1.000 spett.) |
| \| \| \| \| \| ? \| Marcatori \| Bennett \| |                 |         |         |                              |
|                                             |                 |         |         |                              |
| ?                                           | Marcatori       | Bennett |         |                              |

| West Bridgford 15 marzo 1894        | Notts County | 5 – 0 | Ardwick | Trent Bridge (2.000 spett.) |
| \| \| \| \| \| ? \| Marcatori \| \| |              |       |         |                             |
|                                     |              |       |         |                             |
| ?                                   | Marcatori    |       |         |                             |

| Birmingham 17 marzo 1894                              | Small Heath | 10 – 2            | Ardwick | Muntz Street (2.000 spett.) |
| \| \| \| \| \| ? \| Marcatori \| Bennett Robertson \| |             |                   |         |                             |
|                                                       |             |                   |         |                             |
| ?                                                     | Marcatori   | Bennett Robertson |         |                             |

| Lincoln 24 marzo 1894               | Lincoln City | 6 – 0 | Ardwick | John O'Gaunts (1.000 spett.) |
| \| \| \| \| \| ? \| Marcatori \| \| |              |       |         |                              |
|                                     |              |       |         |                              |
| ?                                   | Marcatori    |       |         |                              |

| Rotherham 26 marzo 1894                                  | Rotherham Town | 1 – 3                | Ardwick | Clifton Lane (2.000 spett.) |
| \| \| \| \| \| ? \| Marcatori \| Baker Milne Milarvie \| |                |                      |         |                             |
|                                                          |                |                      |         |                             |
| ?                                                        | Marcatori      | Baker Milne Milarvie |         |                             |

| Manchester 31 marzo 1894            | Ardwick   | 0 – 1 | Lincoln City | Hyde Road (3.000 spett.) |
| \| \| \| \| \| \| Marcatori \| ? \| |           |       |              |                          |
|                                     |           |       |              |                          |
|                                     | Marcatori | ?     |              |                          |

| Manchester 7 aprile 1894                    | Ardwick   | 1 – 2 | Crewe Alexandra | Hyde Road (3.000 spett.) |
| \| \| \| \| \| Spittle \| Marcatori \| ? \| |           |       |                 |                          |
|                                             |           |       |                 |                          |
| Spittle                                     | Marcatori | ?     |                 |                          |

| Walsall 14 aprile 1894                              | Walsall Town Swifts | 5 – 2           | Ardwick | West Bromwich Road (2.000 spett.) |
| \| \| \| \| \| ? \| Marcatori \| Milne Forrester \| |                     |                 |         |                                   |
|                                                     |                     |                 |         |                                   |
| ?                                                   | Marcatori           | Milne Forrester |         |                                   |

### FA Cup

#### Primo turno di qualificazione
| Manchester 14 ottobre 1892          | West Manchester | 3 – 0 | Ardwick | Whalley Range (6.000 spett.) |
| \| \| \| \| \| ? \| Marcatori \| \| |                 |       |         |                              |
|                                     |                 |       |         |                              |
| ?                                   | Marcatori       |       |         |                              |

## Statistiche

### Statistiche di squadra
| Competizione    | Punti | In casa | In casa | In casa | In casa | In casa | In casa | In trasferta | In trasferta | In trasferta | In trasferta | In trasferta | In trasferta | Totale | Totale | Totale | Totale | Totale | Totale | DR  |
| Competizione    | Punti | G       | V       | N       | P       | Gf      | Gs      | G            | V            | N            | P            | Gf           | Gs           | G      | V      | N      | P      | Gf     | Gs     | DR  |
| --------------- | ----- | ------- | ------- | ------- | ------- | ------- | ------- | ------------ | ------------ | ------------ | ------------ | ------------ | ------------ | ------ | ------ | ------ | ------ | ------ | ------ | --- |
| Second Division | 18    | 14      | 6       | 1       | 7       | 32      | 20      | 14           | 2            | 1            | 11           | 15           | 51           | 28     | 8      | 2      | 18     | 47     | 71     | -24 |
| FA Cup          | -     |         |         |         |         |         |         | 1            | 0            | 0            | 1            | 0            | 3            | 1      | 0      | 0      | 1      | 0      | 3      | -3  |
| Totale          | -     | 14      | 6       | 1       | 7       | 32      | 20      | 15           | 2            | 1            | 12           | 15           | 54           | 29     | 8      | 2      | 19     | 47     | 74     | -27 |